# Engelbrektsskolan, Örebro

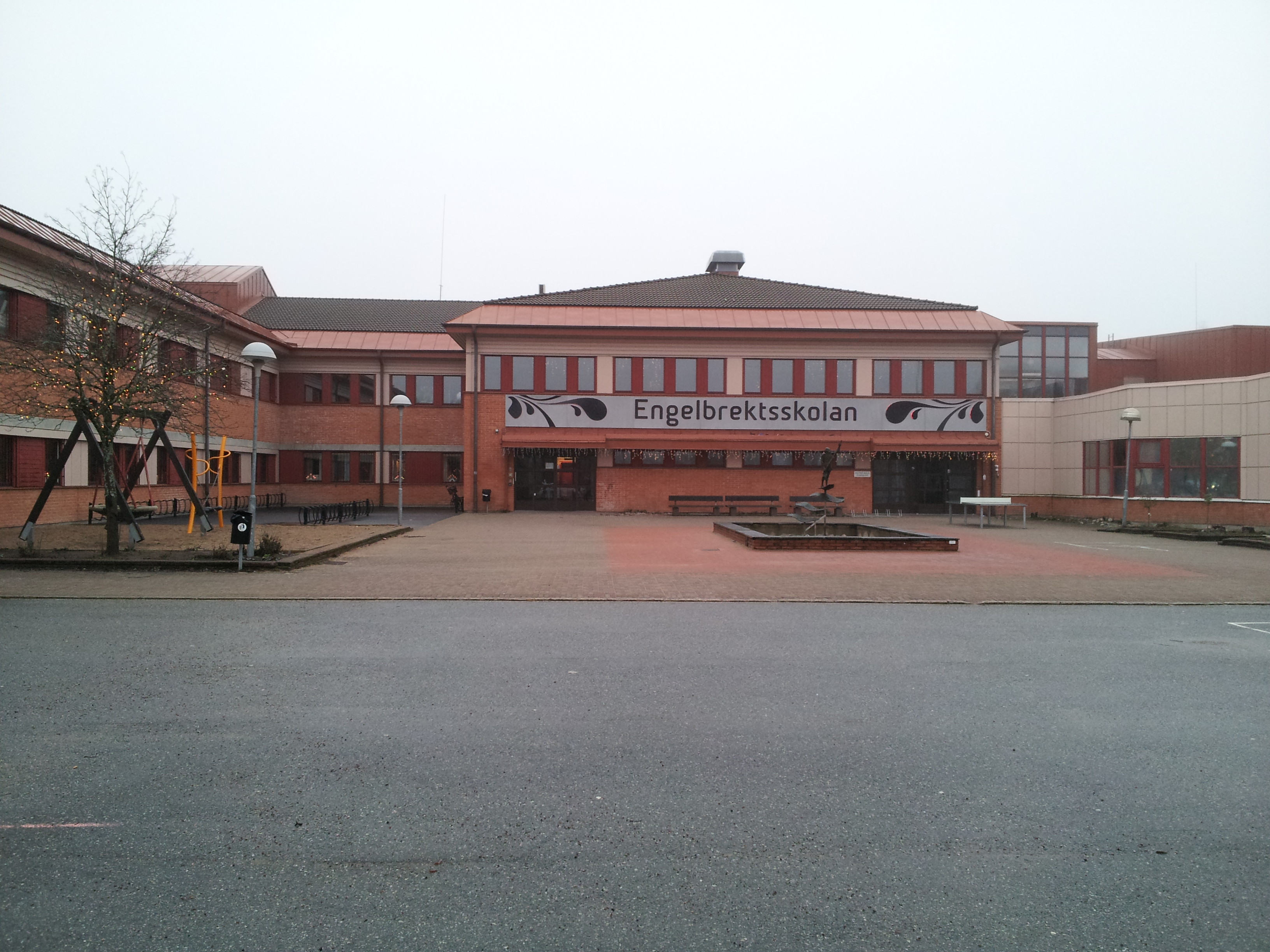
Engelbrektsskolans lokaler sedan 2012 ligger vid Wadköpingsvägen 15-19.

Engelbrektsskolan är en 4-9-skola med ca 820 elever i centrala Örebro. Engelbrektsskolan har två profiler; dans och fotboll. Skolan har ett samarbete med ÖSK, Örebro SK. I skolvalet är Engelbrektsskolan den mest sökta skolan i Örebro. Till läsåret 12/13 sökte över 200 elever. Engelbrektsskolan är en kommunal skola, men drivs som en intraprenad sedan 1 januari 2009.

## Risbergska skolbyggnaden

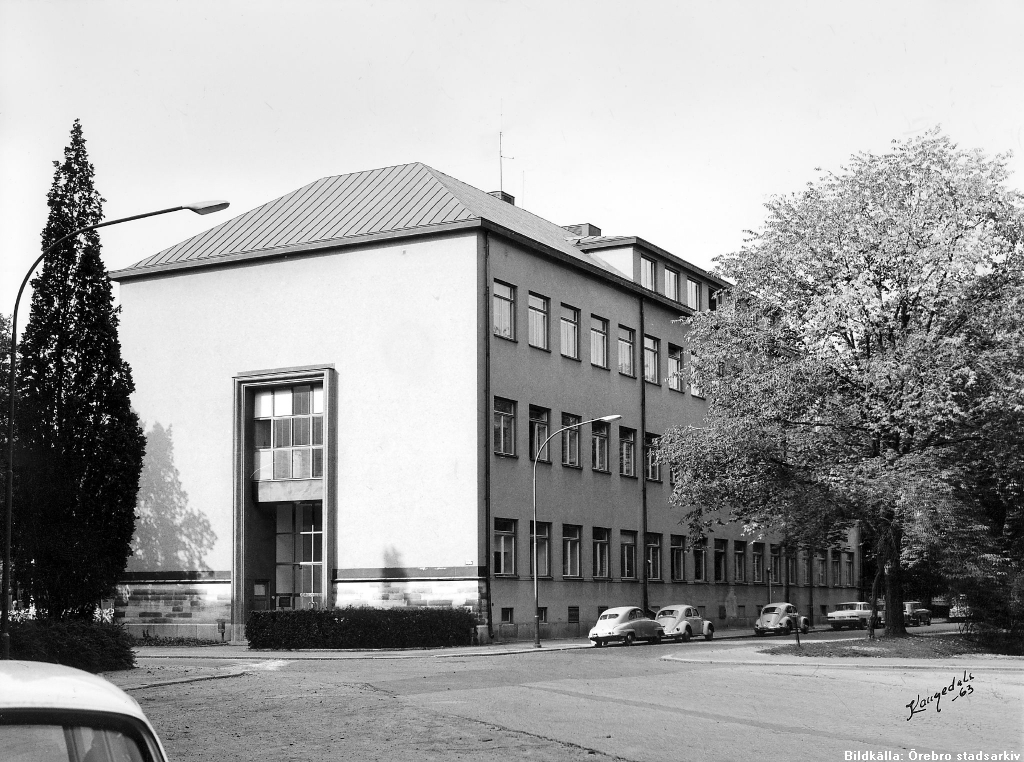
Engelbrektsskolans huvudbyggnad vid Oskarsparken 10-12 under åren 1972-2012. Byggnaden ritades av stadsarkitekten Georg Arn för Kommunala flickskolan, senare Risbergska skolan.

Efter att Risbergska skolan lämnat sina lokaler vid Oskarsparken 10-12, för att flytta till Rosta gärde, övertog Engelbrektsskolan dessa lokaler.

## Wadköpingsvägen
År 2012 flyttade skolan igen, denna gång till Wadköpingsvägen 15-19. Lokalerna tillhörde tidigare Wadköping Utbildningscenter och byggdes 1982 för Alnängsskolans vårdutbildningar.

## Gamla skolbyggnaden
Engelbrektsskolans första byggnad låg vid Oskarsplatsen, med adress Akensgatan 2 och Mogatan 5-7. Den uppfördes under åren 1923-25, och arkitekt var Axel Brunskog. Byggnadsstilen är nordisk klassicism, och byggnaden är en av de största i Örebro byggd i denna stil. Skolan var på sin tid mycket modern och försedd med gymnastiksalar, badavdelning, slöjdsalar och matbespisning. I början av 1970-talet lämnade skolan denna byggnad, och därefter tog förskollärarseminariet över lokalerna. 1996 lämnade även förskollärarutbildningen huset, varefter huset byggdes om till bostäder i ÖBO:s regi. Idag finns 45 lägenheter i byggnaden, som är Q-märkt.

### Galleri

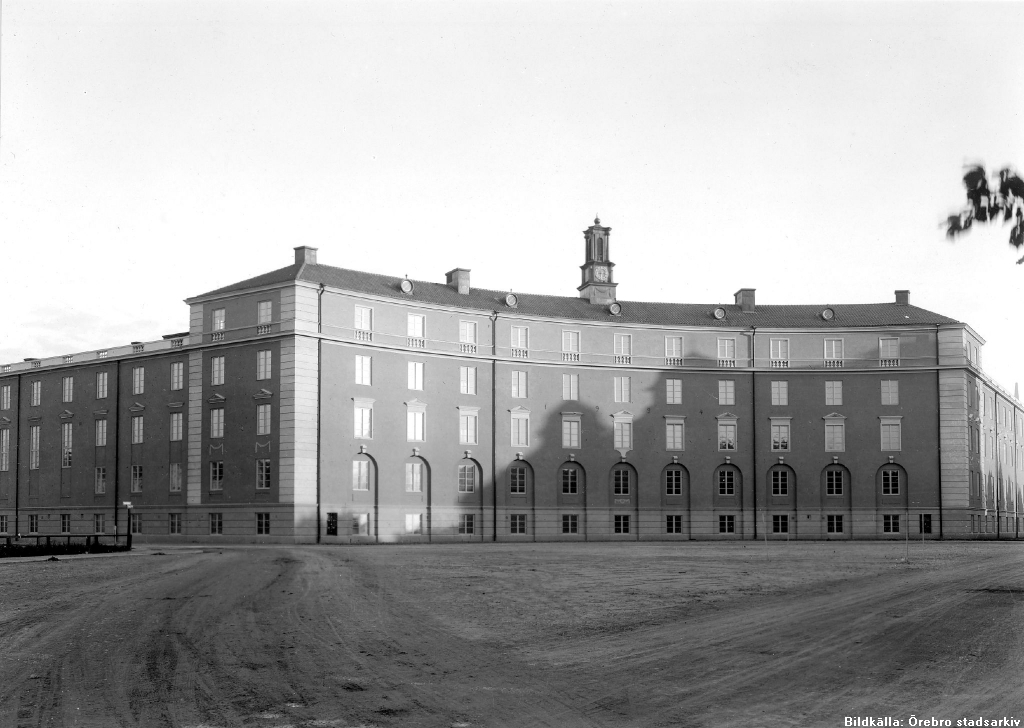
Gamla Engelbrektsskolan från Oskarsplatsen
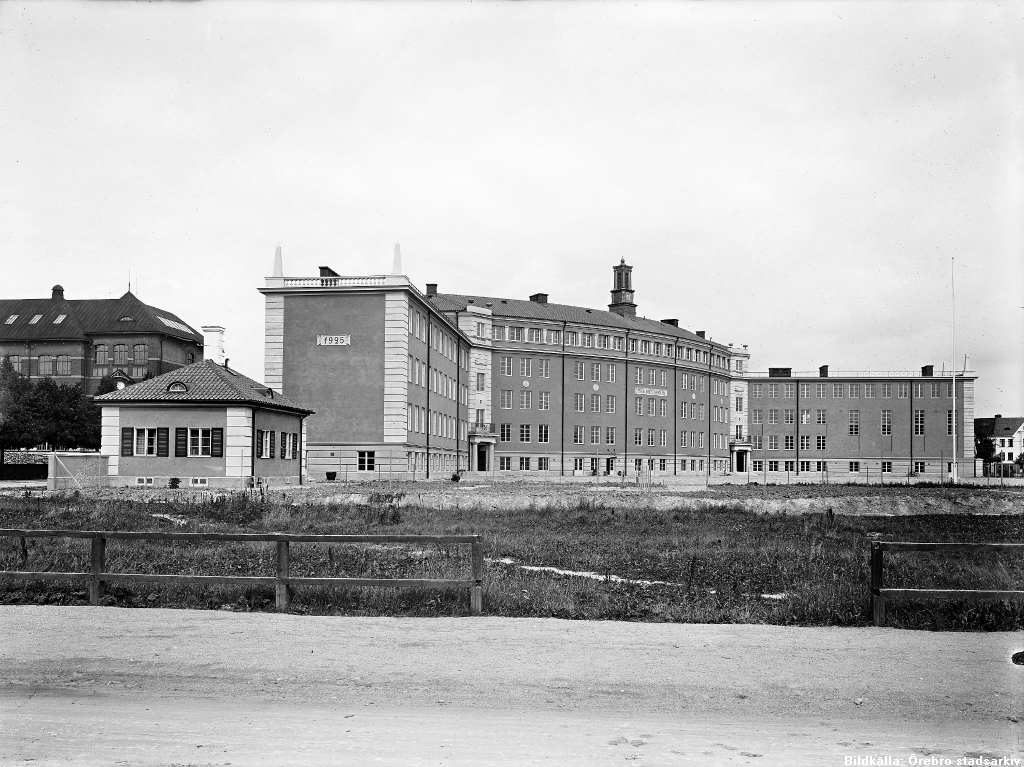
Gamla Engelbrektsskolan från gårdssidan
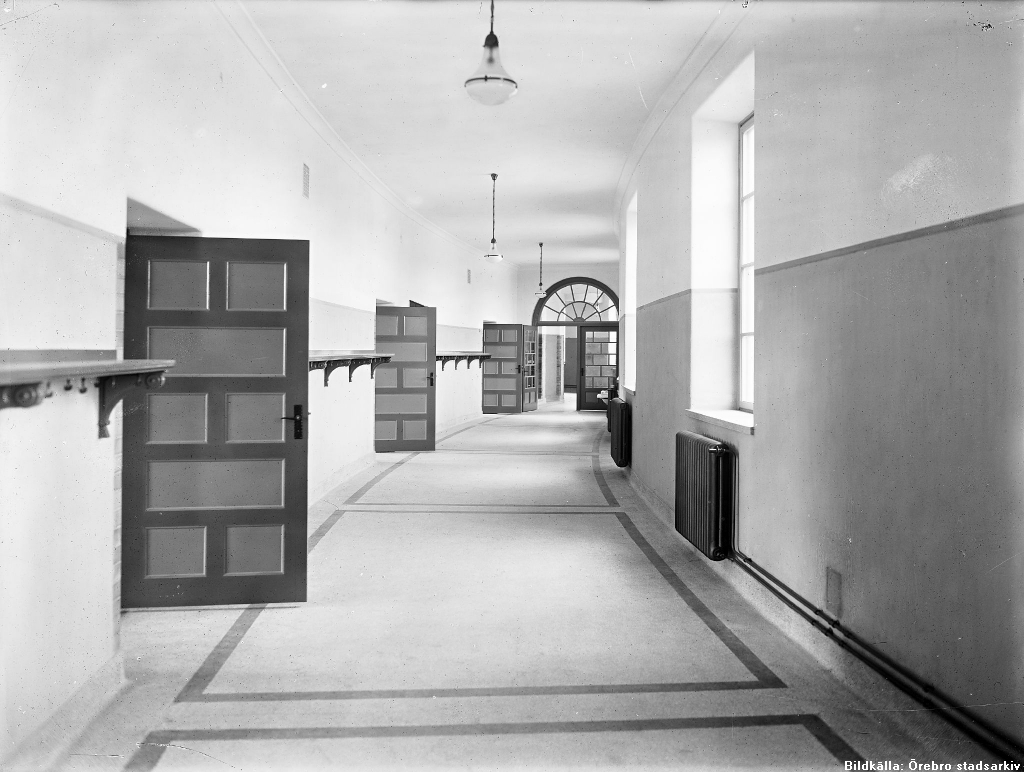
Interiör, gamla Engelbrektsskolan